# Adenomus
Adenomus – rodzaj płazów bezogonowych z rodziny ropuchowatych (Bufonidae).

## Zasięg występowania
Rodzaj obejmuje gatunki występujące endemicznie w Sri Lance.

## Systematyka
Rodzaj zdefiniował w 1861 roku amerykański paleontolog i anatom porównawczy Edward Drinker Cope w artykule poświęconym opisowi gadów i płazów z tropikalnej Ameryki i Azji, opublikowanym w czasopiśmie Proceedings of the Academy of Natural Sciences of Philadelphia. Gatunkiem typowym jest (oznaczenie monotypowe) A. kelaartii.

### Etymologia
Adenomus: gr. αδην adēn, αδενος adenos ‘gruczoł’; ωμος ōmos ‘ramię’.

### Podział systematyczny
Do rodzaju należą następujące gatunki:
- Adenomus kandianus (Günther, 1872)
- Adenomus kelaartii (Günther, 1858)